# Buckowsee (Buckow)
Der Buckowsee (früher auch gelegentlich: Haussee) ist ein 14 Hektar großer See im Brandenburger Landkreis Märkisch-Oderland. Er grenzt an die Altstadt des Kneippkurorts Buckow und wird vom Stobber durchflossen. Das maximal zwölf Meter tiefe Gewässer liegt in der Märkischen Schweiz im Zentrum des gleichnamigen Naturparks rund 50 Kilometer östlich von Berlin. Der Name Buckowsee geht wie der Name der Stadt auf die slawische Siedlungszeit (von slawisch buk = ‚Buche‘) zurück.

## Umgebung, Rundweg und Bebauung
Das Ost- und Nordostufer des in etwa kreisförmigen Sees ist durch Bebauung beziehungsweise an den See heranreichende Privatgrundstücke weitgehend unzugänglich. Entlang des südwestlichen Ufers verläuft die Buckowseepromenade (Teil des Lunaparkwegs), die unterhalb des Kurparks Buckow durch einen Schwarzerlenbruch führt.

### Lage
Der Buckowsee liegt wenige Meter südwestlich des Marktplatzes, dem historischen Zentrum Buckows. Nahe am Ostufer führt die Kreisstraße 6413 (in diesem Abschnitt unter der Bezeichnung „Hauptstraße“) vorbei, die Buckow nach Norden zwischen Bollersdorf und Pritzhagen an die Landesstraße 34 und nach Südwesten an die Bundesstraße 168 bei Waldsieversdorf anbindet. Nordöstlich am Schlosspark folgt der gleichfalls vom Stobber durchflossene Griepensee. Von einem knapp vierhundert Meter breiten Landstreifen getrennt, schließt sich im Westen der Schermützelsee an, das mit 137 Hektar größte Gewässer der Märkischen Schweiz.

### Nordostufer und Klinik Waldfrieden

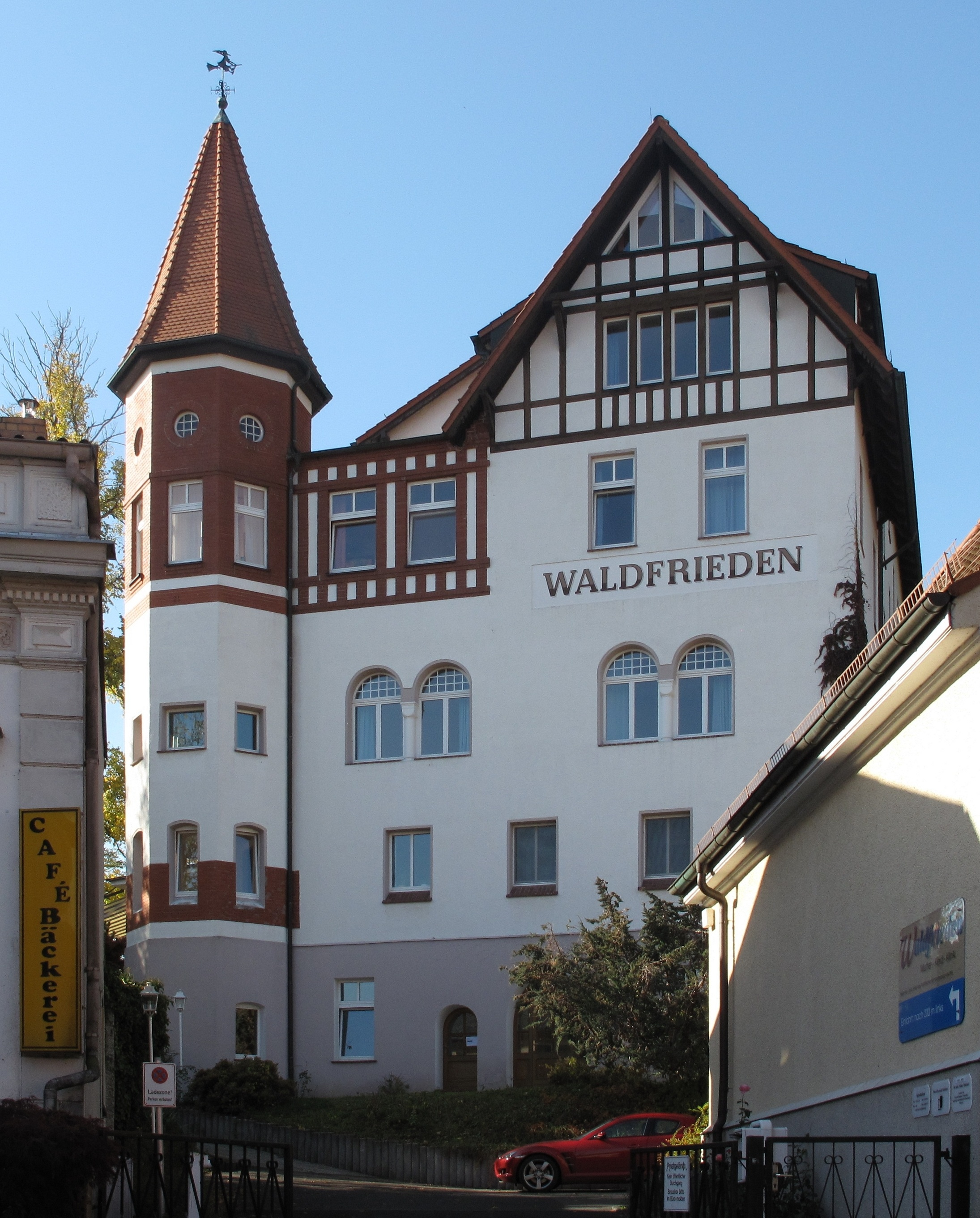
Reha-Klinik Waldfrieden

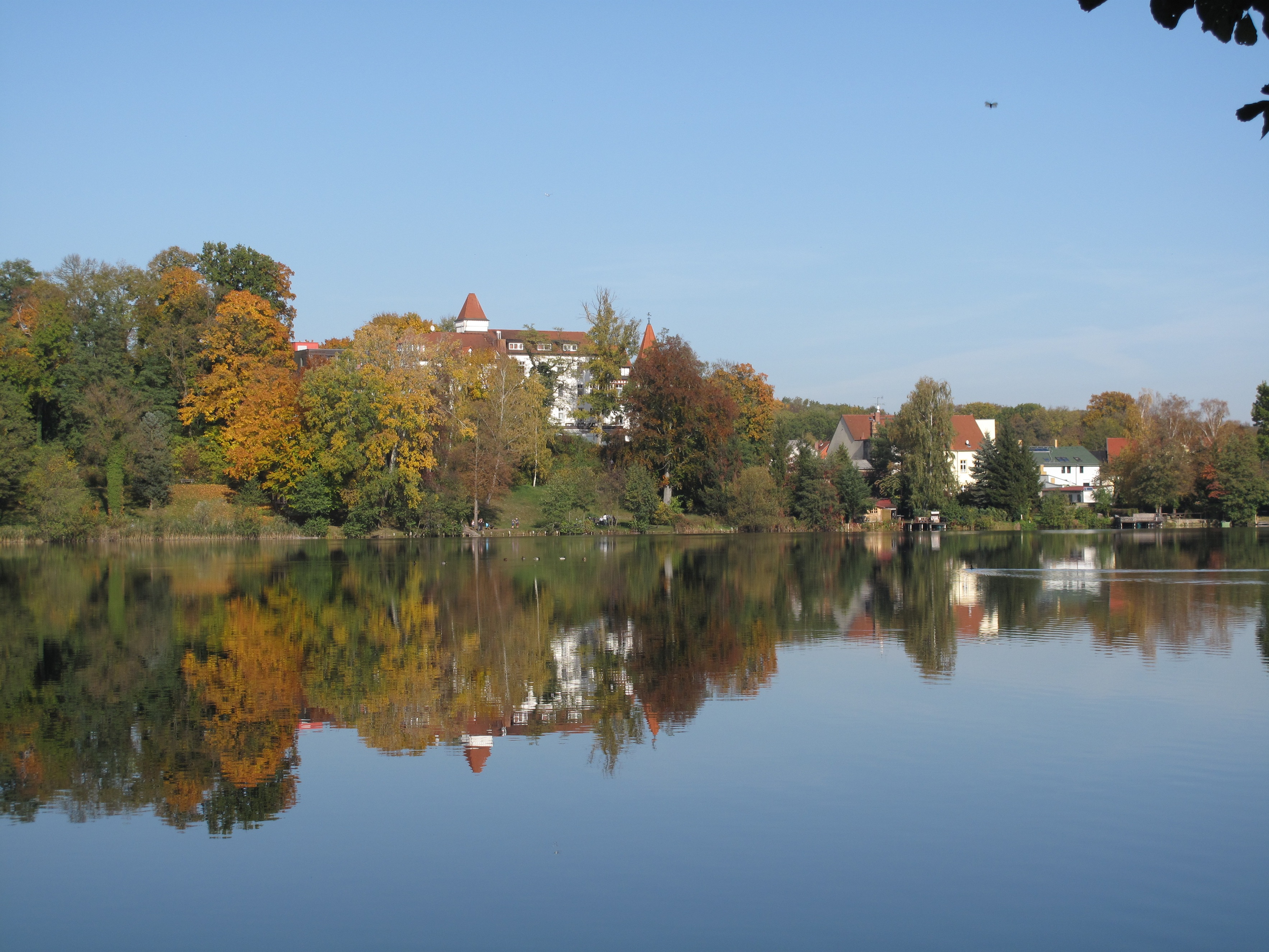
Blick vom Westufer auf Waldfrieden und den Badestrand der Mutter-Kind-Klinik

Den nordöstlichen Uferteil beschrieb eine Zeitzeugin, die zum Teil im elterlichen Haus direkt am Buckowsee aufwuchs, 1935 als sumpfigen Wildpark. Der Garten dieses Spielparadieses mit eigenem Badesteg sei steil zum See abgefallen. Die weitgehend von Privatgrundstücken eingenommenen Ufer sind unter anderem unmittelbar nördlich des Stobberabflusses öffentlich zugänglich. In etwa gegenüber dem Marktplatz beginnt ein parkähnlicher Streifen, an dessen Ende eine hölzerne Plattform mit Sitzbänken in den See hineingebaut wurde. Ein weiterer Zugang besteht in der Wriezener Straße 55 zu einer der sieben Buckower Kneipp-Wasser-Tretstellen. In diesem Bereich kann der See nur in einiger Entfernung auf Straßen umrundet werden. Dazu gehört die Werderstraße, die nach ihrer Abzweigung von der Wriezener Straße auf dem Hochufer des Sees verläuft. Das Ufer steigt hier auf rund 50 Metern um rund 15 Meter an.
Auf der Höhe des mittleren Nordufers liegt die Reha-Klinik Waldfrieden für Mutter und Kind, ein markanter schlossähnlicher Gründerzeitbau mit eigenem Badestrand. Zuvor bereits von Adolf Orthey unter dem Namen Waldfrieden als Privat-Sanatorium betrieben, wurde das Haus 1918 von der Berliner Ortskrankenkasse gekauft und weiter als Sanatorium genutzt. Die sogenannte Fuhrmann-Chronik urteilte 1928 über das Haus: Seine idyllische Lage am Buckow-See, die mustergültige Einrichtung dürften es zu eine[r] der ersten Erholungsstätten der Mark machen. Die Nationalsozialisten benannten das Sanatorium in „Agnes-Miegel-Heim“ um. Die Namensgeberin Agnes Miegel wurde in der Endphase des Zweiten Weltkrieges von Hitler in die Sonderliste der „Gottbegnadetenliste“ mit den – nach NS-Ideologie – sechs wichtigsten deutschen Schriftstellern aufgenommen. In den letzten Kriegsjahren wurde das Haus als sogenanntes Kriegsentbindungsheim mit schwangeren Frauen aus Berlin belegt. Unter ihrem historischen Namen Waldfrieden bietet die heutige (Stand 2012) Mutter-Kind-Klinik in komfortablen Zimmern Platz für 40 Mütter und 60 Kinder und ist unter anderem mit einem großen Bewegungs- und Therapiebad sowie Kneippscher Physiotherapie ausgestattet.
Im weiteren Verlauf nach Südwesten umrundet die Werderstraße weitläufig ein versumpftes Waldgelände am Westufer des Buckowsees und nähert sich dem Schermützelsee an, an dessen Hochufer der Rundweg in die Bertolt-Brecht-Straße übergeht. An den Schermützelsee grenzt auf diesem Wegabschnitt das Gelände des Brecht-Weigel-Hauses, das seit 1977 als Museum und Gedenkstätte für das Künstlerehepaar dient.

### Buckowseepromenade, Kurpark, Findlingsgarten
Kurz nach dem Brecht-Weigel-Haus quert der Rundweg das Werderfließ (siehe unten), knickt als „Buckowseepromenade“ nach Südosten ab und nähert sich wieder dem Buckowsee an. Die barrierefreie Promenade verläuft unterhalb des Buckower Kurparks, der oft mit dem Schlosspark am Griepensee verwechselt wird; allerdings nimmt der Schlosspark inzwischen mit Konzerten und weiteren Veranstaltungen eher die Funktion eines Kurparks ein, die historischen Namen der beiden Parks blieben jedoch erhalten. Der Kurpark wurde 1923 um die Ferdinandshöhe (47 m ü. NN) herum angelegt zieht sich vom See und Weg nach Südwesten hoch. Im Jahr 2010 gab es Überlegungen, auf dem höchsten Punkt des auch als „Lunapark“ bezeichneten Geländes einen hölzernen Aussichtsturm zu bauen, da der historische Panoramablick über die Buckower Seenlandschaft aufgrund der inzwischen zugewachsenen Höhen nicht mehr möglich ist.

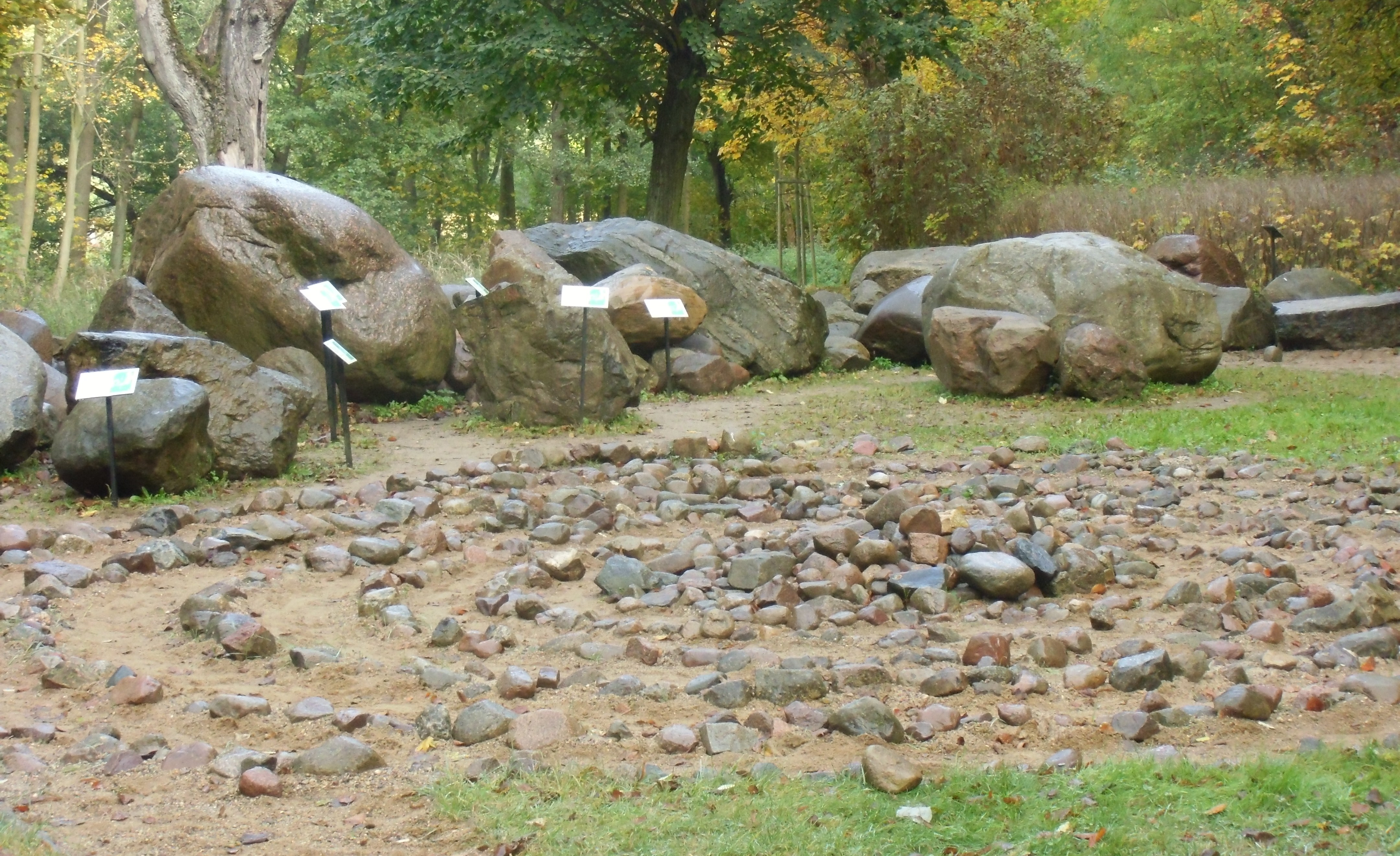
Eiszeitgarten

Die Promenade ist zudem Teil des 1640 Meter langen Terrainkurwegs 11 (TK 11; „Lunaparkweg“), der mit einer Gehzeit von 27 Minuten und einer Belastung von 50 Watt als leichter, für das Aufbautraining geeigneter, kurzer Weg (normales Gehen) charakterisiert wird. Die Promenade ist nicht als Uferweg angelegt und verläuft im Mittel rund 40 Meter vom bruchwaldwaldgesäumten Ufer entfernt. Direkt unterhalb der Ferdinandshöhe befindet sich ein direkter Seezugang, der parkartig („Lunapark“) gestaltet und mit Liegewiese und Sitzgelegenheiten ausgestattet ist. 2006 wurde vom Lunapark über eine Brücke am Werderfließ zurück zur Werderstraße ein Weg angelegt („Gummiweg“), der als teils mit Robinienpfählen ausgelegter Knüppeldamm den schwankenden, moorigen Grund des Schwarzerlenbruchs direkt am Seeufer quert. Hinweistafeln erläutern den Erlenbruch mit seinen Pflanzen und Tieren.
Im weiteren Verlauf nach Südosten passiert die Buckowseepromenade das „Stein-Reich Märkische Schweiz“ mit Rapakiwi-Granit von den Ålandinseln, Ostsee-Porphyr oder Jotnischem Sandstein aus Mittelschweden. Der Eiszeitgarten informiert auf zahlreichen Schautafeln über die eiszeitlich geprägte Landschaft der Märkischen Schweiz. Im Erlenbruch an der Südspitze des Sees verlässt der Rundweg die Buckowseepromenade und knickt über die Holzbrücke des hier zufließenden Stobbers nach Osten ab. Über die Hauptstraße führt er anschließend vorbei an Pensionen, Restaurants oder historischen Hotelbauten wie dem zur Zeit geschlossenen (Stand 2012) „Bellevue“ zurück in das Zentrum der Kurstadt. Die Hauptstraße (Kreisstraße 6413) ist ein Teil des Europaradwegs R1, Abschnitt Europaroute (D3).

## Geologie, Geographie und Hydrologie

### Naturräumliche Lage und Entstehung

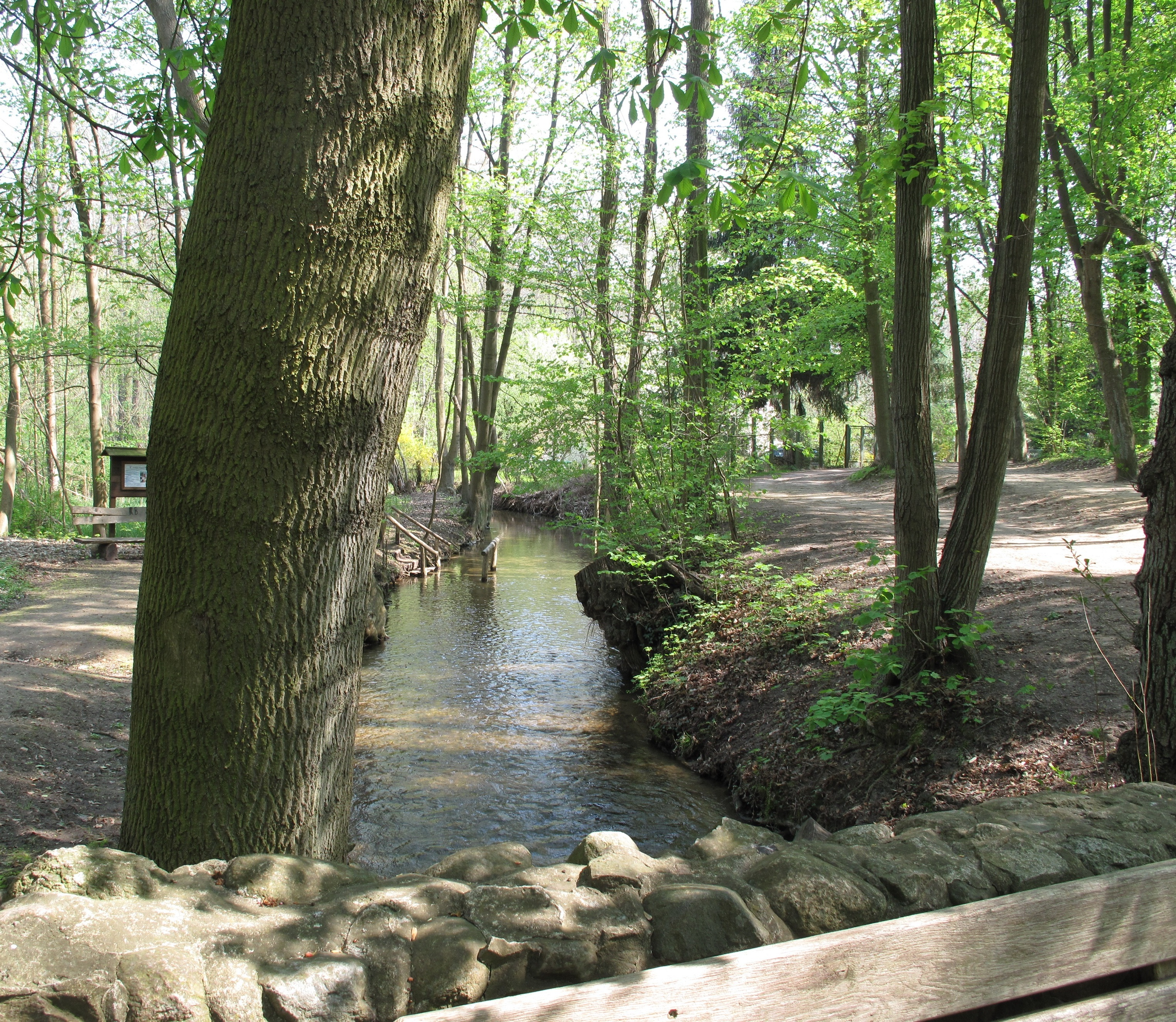
Das Werderfließ zwischen dem Schermützelsee und Buckowsee

Der Buckowsee liegt im Buckower Kessel, einer beckenartigen Erweiterung des Stobbertals. Das Tal ist Teil einer glazialen Schmelzwasserrinne, die sich in den letzten beiden Phasen der Weichsel-Eiszeit zwischen dem von Toteis gefüllten Oderbruch und dem Berliner Urstromtal (heutiges Spreetal) herausgebildet hat und die Barnimplatte von der Lebuser Platte trennt. Diese rund 30 Kilometer lange und zwei bis sechs Kilometer breite Buckower Rinne (auch: Löcknitz-Stobber-Rinne) entwässert vom Niedermoor- und Quellgebiet Rotes Luch über den Stobber nach Nordosten zur Oder und über Stobberbach/Löcknitz nach Südwesten zur Spree. Knapp vierhundert Meter westlich befindet sich der Schermützelsee. Nach den gängigen Darstellungen hinterließen die Zerrungen und Spannungen der letzten Vereisung und die abtauenden Gletscher im Untergrund des Buckower Kessels zahlreiche kleinere Einbrüche. Die tiefer gelegenen Becken füllten sich mit allmählich emporsteigendem Grundwasser und bildeten mehrere Seen, darunter den Buckowsee, Schermützelsee und Griepensee. Im Stobberlauf noch verbliebene Seen wie den Griepensee bezeichnete Friedrich Solger, in den 1920er-Jahren Professor für Geologie an der Berliner Friedrich-Wilhelms-Universität, als unvermoorten Rest einer Seenkette im Stobbertal.

### Daten und Zuflüsse
Der Buckowsee hat ungefähr die Form Ellipse, die sich von Nordwest nach Südost streckt. Seine Fläche beträgt 14 Hektar und seine maximale Tiefe erreicht 12 Meter. Das vom Stobber durchflossene Gewässer hat mit dem Werderfließ einen weiteren Zufluss. Das Werderfließ führt die Wasser des Schermützelsees zu, der wiederum vom Sophienfließ gespeist wird. Der Gesamtzufluss aus dem Werderfließ lag im Mittel der Jahre 1977 bis 1984 bei jährlich 6,0 Mio. m³. Davon kamen 3,5 Mio. m³ aus dem Sophienfließ (Zuflussmenge in den Schermützelsee), sodass rund 2,5 Mio. m³ aus einer zusätzlichen Grundwasserspeisung des Schermützelsee stammen. Auf einer Höhe von 25,5 Metern liegt der Wasserspiegel des Buckowsees einen Meter unter dem des Schermützelsees und 1,3 Meter über dem des Griepensees, der sich in der Seenkette des Stobbertals in Fließrichtung nördlich anschließt.

### Sohlbereinigung 2012
Im Jahr 2012 forderte die Stadt Buckow den Wasser- und Bodenverband „Stöbber-Erpe“ als Unterhaltspflichtigen auf, eine naturschutzrechtliche Ausnahmegenehmigung für eine Sohlbereinigung der Ein- und Ausläufe des Buckowsees und des Griepensees zu erwirken. Vom Stobber mitgeführte natürliche Sedimente wie Sand und Steine hatten sich zunehmend am Zulauf der Seen abgelagert und zu einer Auflandung geführt. Der daraus resultierende steigende Wasserspiegel bewirkte, insbesondere bei starken Regenfällen, Hochwasserzustände und eine immer größere Durchfeuchtung der anliegenden Grundstücke. Arbeiten am als Gewässer II. Ordnung eingestuften Stobber erlauben die Naturparkregelungen nur in Ausnahmefällen, sodass eine naturschutzrechtliche Einzelfallentscheidung herbeigeführt werden muss.

## Flora und Fauna

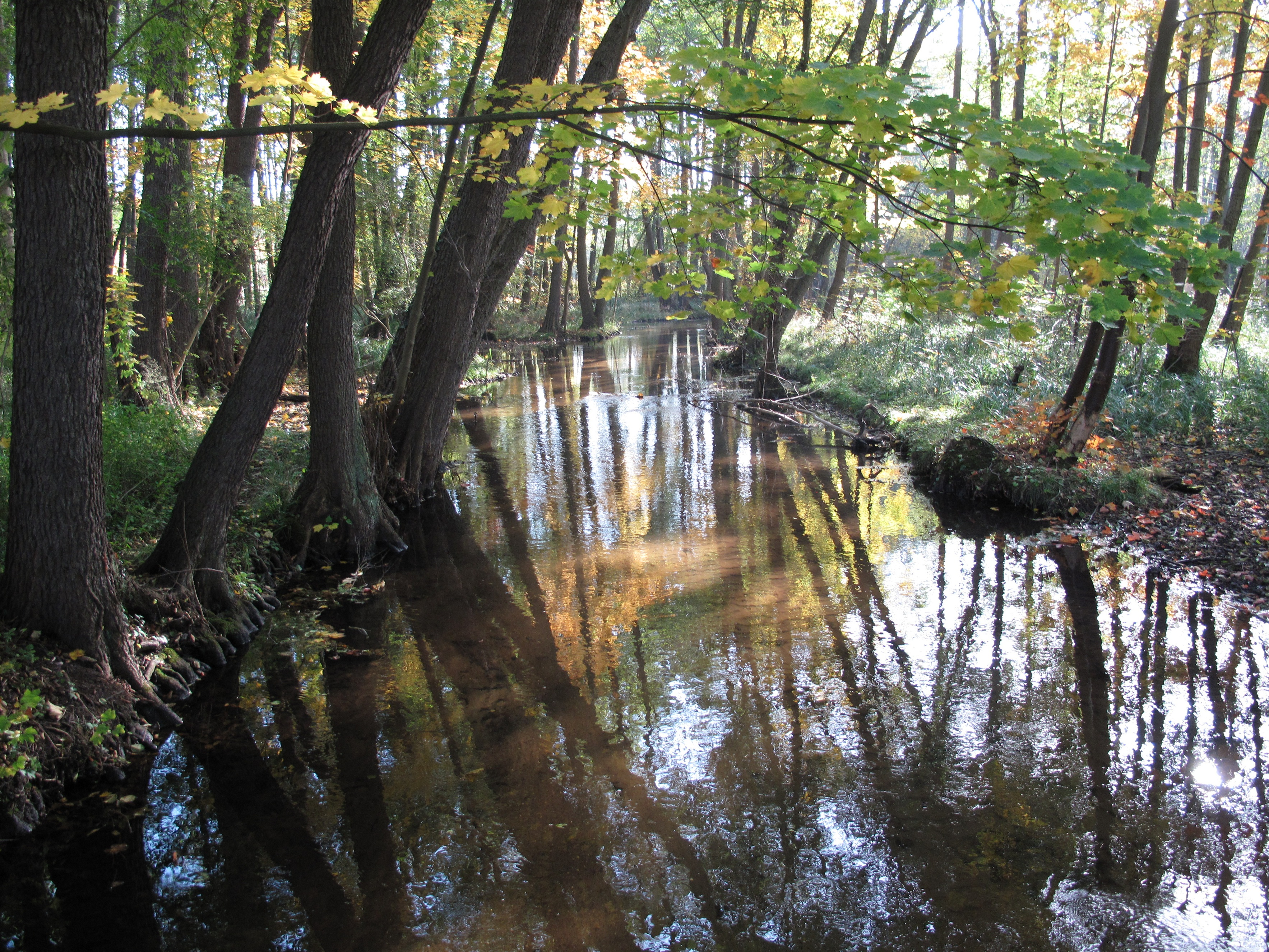
Der Stobber im Schwarzerlenbruch kurz vor der Mündung in den See

Den See umgibt ein – an einigen Uferpartien unterbrochener – Schilfgürtel.

### Schwarzerlenbruch
In den Brüchen am Westufer dominieren Schwarz-Erlen, die die hohe Feuchtigkeit und dank ihrer Adventivwurzeln auch schwankende Wasserstände gut verkraften können. Vereinzelt sind Moor-Birken in den Baumbestand eingestreut. Im gering entwickelten strauchigen Unterwuchs sind neben stark wuchernden Erlentrieben Schwarze Johannisbeere und Faulbaum vertreten – die altpolabische/altsorbische Bezeichnung čremucha für den Faulbaum gab dem benachbarten Schermützelsee den Namen. In den üppig entfalteten Bodenpflanzen herrschen Großseggen wie Sauergräser und Wasserliesch vor. Dazu gesellen sich vereinzelt Nachtschattengewächse, Sumpf-Schwertlilien und Schildfarne. Während Moose nur selten zu finden sind, gibt es in dem Feuchtgebiet über 70 Großpilzarten – am beständigsten sind die Erlen-Schillerporlinge, ein wie alle Schillerporlinge saprobiontischer oder parasitischer Holzbewohner, der Laubbäume befällt und im befallenen Holz eine Weißfäule erzeugt.

### Insekten, Vögel und Fischfauna
Die Brüche bieten Lebensraum für rund 150 Insektenarten, darunter 75 Schmetterlingsarten. Aus der Familie der Rüsselkäfer fällt aufgrund seines markanten Rüssels (Rostrum) der Erlenrüssler (auch Erlenwürger, Cryptorrhynchus lapathi) auf. Die Larven des Schadinsekts überwintern in der Rinde und bohren bis zu 10 Zentimeter lange Gänge in das Holz. Die Jungkäfer fressen an den jungen Trieben. Typische Symptome des Befalls sind welke Triebe, aufgetriebene Rindenteile, Fluglöcher und Nagespäne. Auch der glänzende Blaue Erlenblattkäfer nutzt die Erlen als Nahrung. Die Weibchen legen auf den Blattunterseiten Gelege mit 60 bis 70 Eiern an. Die Blattkäfer können Erlen bis zu dreimal im Jahr kahlfressen. Die Früchte des Winterstehers Schwarzerle verbleiben den gesamten Winter über am Baum. In der kalten Jahreszeit dienen die verholzten Zapfen der weiblichen Blüten, die je Schuppe drei braune, abgeflachte, einsamige Nussfrüchte bilden, vielen Vogelarten als wichtigste Nahrungsquelle. Dazu zählen Erlenzeisig und Stieglitz.
Auf dem See schwimmen Entenvögel, darunter Höckerschwäne, und Rallen. Die Fischfauna bestimmen Flussbarsch, Brasse, Güster, Rotauge, Schleie und Rotfeder. Vertreten sind ferner die laut Roter Liste Brandenburg im Bestand zurückgehenden Aale, Zander und, eher selten, Welse. An der Spitze der Nahrungskette des Sees räubern einige Hechte. Der See ist Angelgewässer und wird vom Kreisanglerverband Märkisch-Oderland e. V. (Bereich Strausberg) betreut.

## Geschichte
Buckow war ursprünglich eine slawische Gründung; bis ungefähr zur Mitte des 13. Jahrhunderts bestand unmittelbar am Ostufer des Buckowsess eine slawische Siedlung. Nach der Deutschen Ostsiedlung entwickelte sich der erstmals 1249 schriftlich erwähnte Ort leicht nach Norden versetzt zwischen dem Buckowsee und dem Griepensee.

### Ersterwähnungen und Etymologie

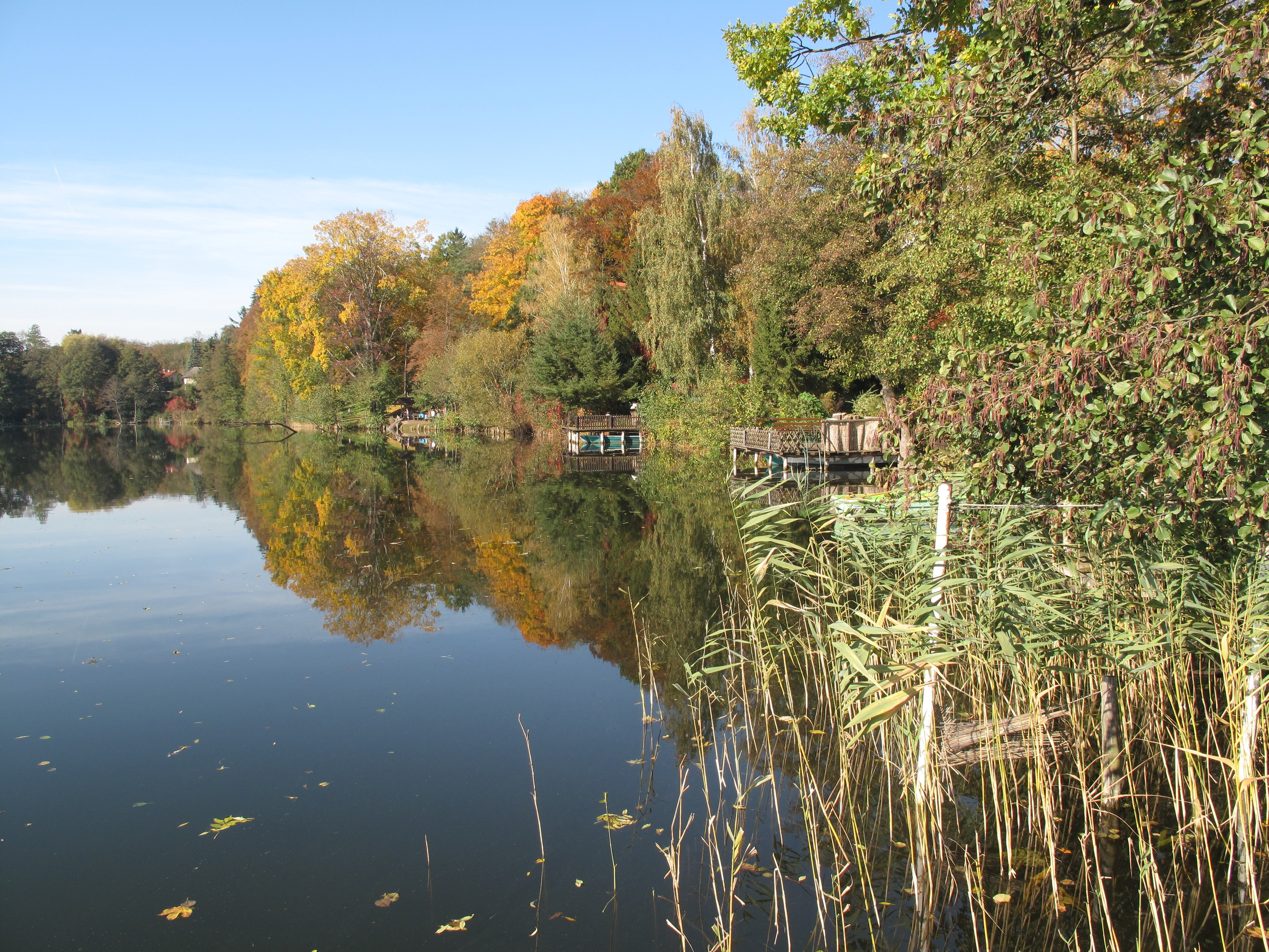
Ost- und Nordufer

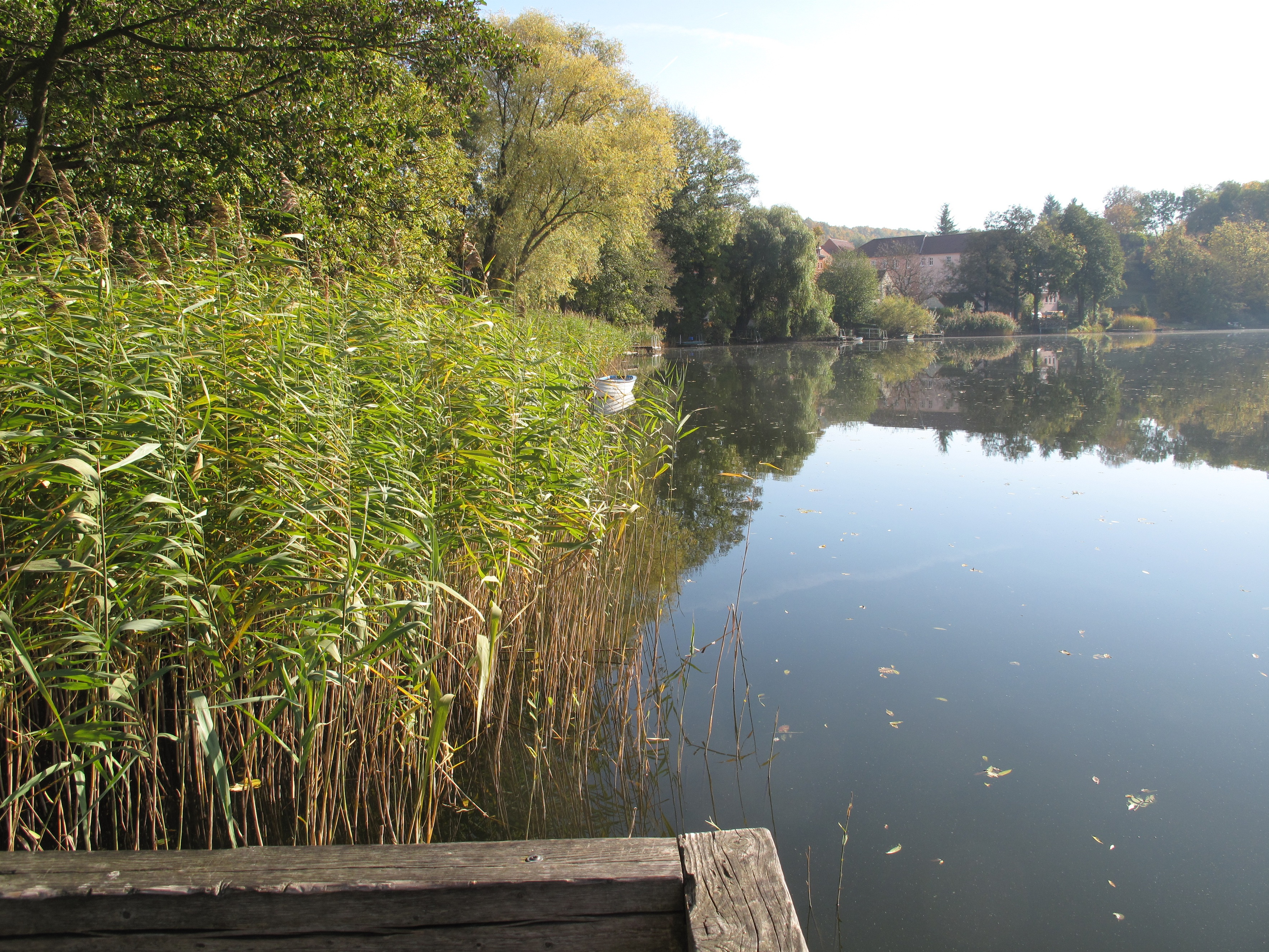
Ost- und Südufer

Der See ist unter der Bezeichnung Bucow erstmals in einer Urkunde des Frauenklosters Friedland erwähnt. In dem Dokument vom 19. November 1300 bezeugten der Abt Johannes des Klosters Lehnin und Bruder Wilhelm, Prior des Dominikanerklosters Cölln, eine Urkunde, in der der askanische Markgraf Albrecht III. (Mitregent) den Besitz der Zisterzienserinnen beglaubigte. Adolph Friedrich Riedel überschrieb die Urkunde im Codex diplomaticus Brandenburgensis mit: Markgraf Albrecht bestätigt dem Nonnenkloster zu Friedland das Städtchen Friedland und all seine Besitzungen. Die Passage zum Buckowsee lautet:
- Item stagnum Bucow dictum.[31]

1751 erwähnte ihn der Chronist Johann Christoph Bekmann in seiner Historische[n] Beschreibung der Chur und Mark Brandenburg nach ihrem Ursprung, Einwohnern, Natürlichen Beschaffenheit, Gewässer, Landschaften, Städten, Geistlichen Stiftern […] als Der Bukkow. 1936 war er in einer Karte, die in der Brandenburgischen Flurnamensammlung im Geheimen Staatsarchiv Preußischer Kulturbesitz enthalten ist, unter dem heutigen Namen Buckowsee und dem Zusatz älter Haussee verzeichnet. Zur Etymologie gibt das Brandenburgische Namenbuch wie für Buckow die altpolabische Grundform Bukov- zu buk = Rotbuche an. Der Name ist im westslawischen Sprachgebiet als Ort-, Flur- und Gewässername sehr verbreitet.

### Verkauf an Buckow und Buckower Rosentage
1522, rund 20 Jahre vor der Säkularisation des Klosters Friedland, war angeblich noch der halbe See im Besitz der Nonnen. Irgendwann in den folgenden Jahrhunderten muss der gesamte See in den Besitz der Herrschaft Buckow gekommen sein, die erst von den Pfuels und nach der Heirat Heino Heinrich von Flemmings mit Dorothea Elisabeth von Pfuel 1674 spätestens seit 1706 von den von Flemming ausgeübt wurde. Der letzte Flemming auf Buckow, der Jurist Hans von Flemming, verkaufte den Buckowsee am 22. Mai 1902 für 15.000 Mark an die Stadt. Das Land südlich und zum Teil westlich des Buckowsees gehörte hingegen wie auch der Weiße See und der Südteil des Schermützelsees zur Herrschaft Hasenholz, die zeitweise von der Herrschaft Buckow getrennt war. Das Hasenholzer Land umfasste unter anderem das heutige Kurparkgelände um die Ferdinandshöhe und die Karowsche Mühle (später VEB Mühlenwerk Buckow) am Stobber südlich des Sees. Diese Geländeteile wurden 1928 nach Buckow eingemeindet; 1959 kam auch der Rest von Hasenholz als Ortsteil zur Kurstadt.
Eine wichtige Rolle spielt der See bei den traditionsreichen alljährlichen Buckower Rosentagen, die an die Zeit der Rosenzucht erinnern – nach der Zeit des Hopfenanbaus und vor der touristischen Orientierung einer der wirtschaftlichen Schwerpunkte der Stadt. Zu den Höhepunkten des Festes gehören ein Bootskorso auf und ein Höhenfeuerwerk über dem Buckowsee.